# Fresh (1994)
Fresh ist ein amerikanisches Filmdrama aus dem Jahr 1994. Das Drama wurde in New York City gedreht. Es wurde 1994 bei den Internationalen Filmfestspielen von Cannes gezeigt und brachte an den US-Kinokassen acht Millionen Dollar.

## Handlung
Der zwölfjährige Junge Michael, genannt Fresh, arbeitet für Drogenhändler wie Esteban. Seinen Vater Sam trifft er nur heimlich im Park, wo er mit ihm Schach spielt, da Sam offensichtlich der Umgang mit Fresh verboten wurde.
Zwei Mitschüler von Michael werden von dem Drogenhändler Jake bei Basketballspielen getötet. Michael beschließt daraufhin, die beiden Drogenbosse, für die er arbeitet, gegeneinander auszuspielen und ein neues Leben mit seiner Schwester, die ein Leben als Junkie führt, zu beginnen. Aus gespartem Geld lässt er sich selbst Drogen besorgen, vor seinem Boss Corky sagt er jedoch aus, dies für den Handlanger, den aggressiven Jake, zu tun. Corky glaubt ihm und erledigt Jake. Danach erzählt er der anderen Drogengang um Esteban, sein Konkurrent Corky wolle sein Geschäft übernehmen. Wenig später erschießen Estebans Männer Corkys Gang in einem Haus. Bei Esteban zuhause versteckt er eine Waffe und Drogen in der Matratze. Bei einem Polizeibesuch werden die Objekte gefunden, die Esteban lebenslang in den Knast bringen können. Fresh und seine Schwester haben nun besondere Schutzrechte und können aus der Gegend wegziehen. 

## Kritiken
- Roger Ebert, Chicago Sun-Times: Die Handlung weise brillante Komplexität, Tiefe und Stärke aus. Die Szenen am Filmanfang seien faszinierend. Die Motivation der Charaktere sei klar dargestellt.[1]
- Desson Howe, Washington Post: Der Film sei lyrisch. Sean Nelson spiele mit einer kühlen Ausdruckskraft und würde sowohl in den Herzen wie auch im Gedächtnis des Publikums bleiben.[2]

## Auszeichnungen
- 1994: Preise des Sundance Film Festivals für Boaz Yakin und Sean Nelson, eine weitere Nominierung für Boaz Yakin
- 1994: Ein Preis des Tokyo International Film Festivals für Boaz Yakin
- 1995: Independent Spirit Award für Sean Nelson, Nominierung für Giancarlo Esposito
- 1995: Nominierung für den Young Artist Award für Sean Nelson